# Oratori de Santa Cristina
L'Oratori de Santa Cristina és un edifici religiós del municipi de Lloret de Mar (Selva) que forma part de l'Inventari del Patrimoni Arquitectònic de Catalunya.

## Descripció

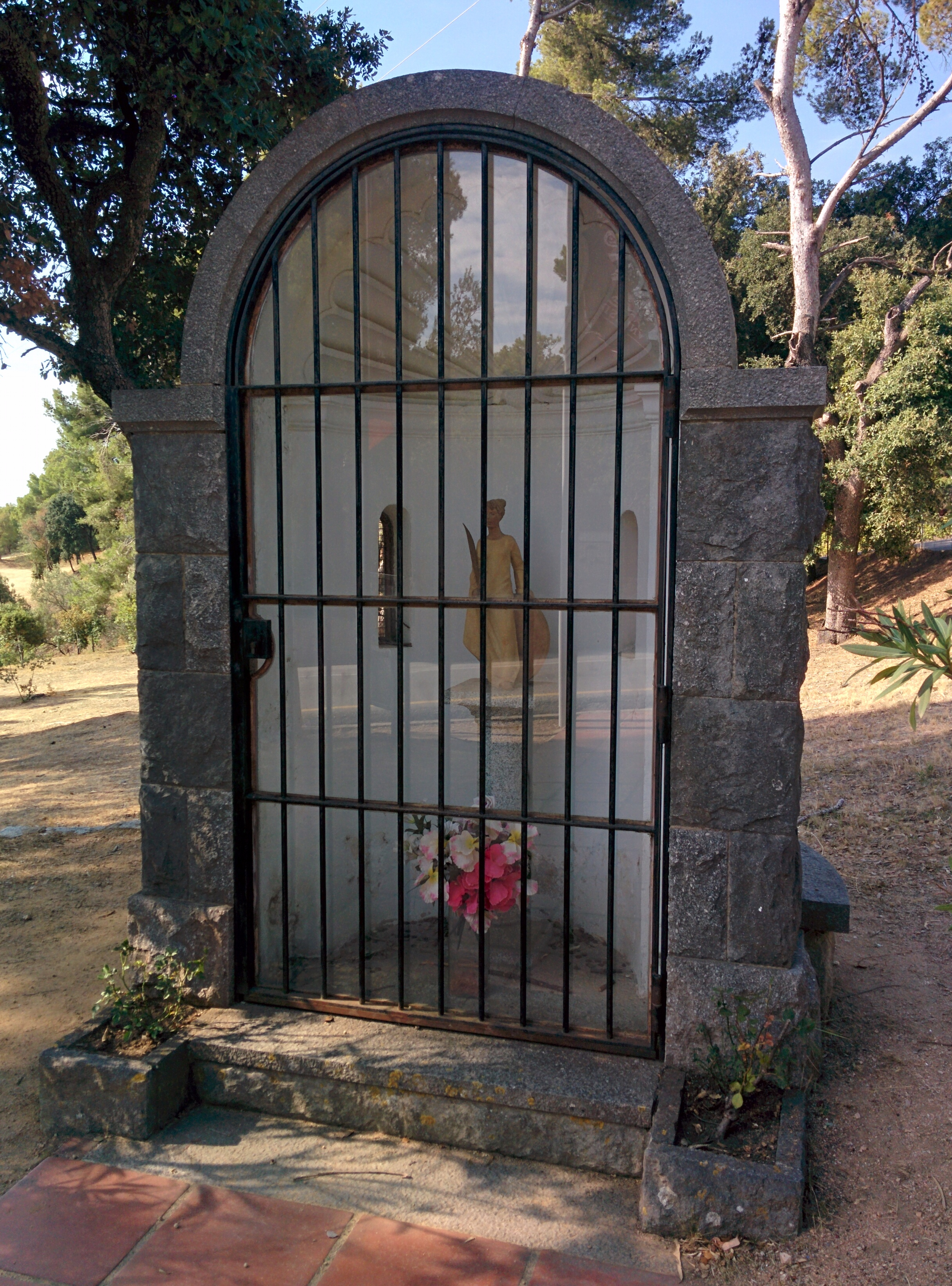

Es tracta d'un petit oratori de planta semicircular ubicat a l'entrada del santuari, concretament a 50 metres davant de l'ermita de Santa Cristina. Per a construir el tram del basament i l'intermedi, on hi ha dues petites obertures en format gairebé d'espitlleres, s'utilitzà com a matèria primera la pedra nomolítica o pedra calcària de Girona. En canvi, a la cobertura primen els fragments de ceràmica policromada. La part frontal de la construcció està coberta amb un enreixat de ferro colat i vidre.
A l'interior, el qual està completament pintat de blanc, trobem una escultura de mida petita suportada per una columneta de pedra granítica i a sobre una gran petxina, imitant per tant el recurs arquetípic de la petxina. Es tracta d'una figura de terracota que pels atributs que presenta, com són una roda a la mà esquerra i una branca a la mà dreta, tot fa pensar que es tracta de la santa d'origen italià com és santa Cristina. I és que la imatge que corona la façana de l'ermita, la qual es troba emplaçada dins de la magnífica fornícula, presenta els mateixos atributs característics que aquesta figura de terracota.
Aquesta figura té similituds amb la figura de l'ermita de Santa Cristina, però no són idèntiques. L'escultura de l'ermita de Sta. Cristina presenta els atributs canviats de mà - la roda a la mà dreta i la branca de llorer premuda amb força i convicció contra el pit en la mà esquerra-; l'escultura de la façana té la cabellera al vent, mentre que la figura de terracota té els cabells recollits amb delicadesa; l'escultura de la façana presenta una emocionalitat captivadora, gairebé en estat de trance, mentre que la de l'oratori presenta una expressió alegre; la vestimenta també és molt diferent, l'escultura de la façana presenta un vestit en sintonia amb els cabells moguts pel vent, mentre que la figura de l'oratori presenta un vestit molt llarg i cenyit al cos, etc.
Comparant fotografies antigues, com ara la de la fitxa del Servei de Patrimoni número 26.817, amb actuals ens adonem que l'oratori no ha experimentat cap canvi dràstic ni significatiu compositivament, estructural i formal, sinó que segueix absolutament igual. Ara bé pel que fa a la figura de terracota no podem dir el mateix, ja que en la fotografia del 1989, la figura de terracota se'ns apareix amb nimbe crucifer, mentre que en l'actualitat aquest ha desaparegut. L'any 1941 l'Obreria de Sta. Cristina feu confeccionar un nou reliquiari de metall platejat, en el qual es venerava un petit fragment tret del maxil·lar del crani, concretament un queixal.
L'Hostal adossat a l'ermita, en una època, es va fer un renom per les seves especialitats gastronòmiques, acollint a selectes visitants. L'any 1934, el pi centenari fou testimoni del consell de govern de la Generalitat de Catalunya, presidit per l'honorable Lluís Companys.

## Història
De l'ermita de santa Cristina es té coneixement de forma documentada poc després de la pesta negra. Tanmateix la primera notícia és de l'11 d'agost de 1354 i correspon a un permís concedit pel bisbe gironí Berenguer per tal de demanar almoina amb l'objectiu final de restaurar l'ermita. Sorprenentment el temple apareix dedicat a sant Jordi i només secundàriament a santa Cristina, que és la devoció que s'imposarà amb el temps, i a santa Llúcia.
El document més antic que guarda l'Obreria de Sta. Cristina -nom amb què és conegut el patronat que veia pel seu patrimoni- és del 14 de maig de 1422 i fa referència a la venda d'un tros de terra del mas Carreres. Amb el temps, la finca matriu s'ha anat ampliant substancialment amb altres donacions i compres, i avui té una extensió total d'unes 10 hectàrees.
L'etapa més important de la història del santuari comença en el segle xviii i està relacionada amb el comerç marítim, primer a través del Mediterrani i més tard de l'Atlàntic. Navegants, comerciants i pescadors, tots ells molt devots de la santa de Bolsena, constaten que l'ermita primitiva els queda petita i aixequen per tant una altra de nova, molt més àmplia, deixant la vella de peu mentre duraven les obres, que bàsicament tenen lloc entre 1764 -any que fou col·locada i beneïda la primera pedra- i 1772, sense oblidar altres reformes i millores posteriors. Un comerciant de Lloret establert a Gènova va pagar un nou altar major tallat en marbre de Carrar, que va ser portat per peces des d'Itàlia.
Per tal de coronar aquesta època d'esplendor, els lloretencs van obtenir una relíquia de les conegudes com insígnies que consistia en un crani -sense la mandíbula inferior- atribuït a Sta. Cristina, que en el 1783 va ser portat de Roma per un ermità valencià i dipositat en la capella. El crani estava acompanyat per altres dues relíquies, com eren la costella obtinguda en el 1591 i el fèmur concedit en el 1708. Les relíquies de la costella i del fèmur van desaparèixer durant la Guerra Civil de 1936, però en canvi el crani encara es conserva en un bonic reliquiari de l'ermita.
L'any 1784 són iniciades les obres del bell cambril, darrere l'absis de la capella, lloc escollit per la custòdia de la relíquia del crani de la Santa, col·locada dintre d'una humil fornícula de fusta daurada i protegida amb un vidre. Aquesta nova obra la realitzà un nou constructor: Fran Ramon i els minyons junt amb els setmanals de molts altres treballadors. El seu estil és neo-clàssic, propi del segle xviii. S'hi acoblà una sagristia per a la reserva d'ornaments i objectes litúrgics a una banda, i a l'altre costat una petita sala. Totes aquestes obres sembla que sumaren una dècada. La seva cloenda fou l'any 1793. L'any 1824 fou instal·lada definitivament la Relíquia del Crani en el seu altar-cambril de l'ermita.
El Santuari de Santa Cristina, sobretot des de la seva remodelació del segle xviii, va tenir un gran pes en la vida espiritual de Lloret, tot i que tampoc va estar exempt de problemes. Així bona part del segle xix va ser un moment de problemes per al santuari, en virtut de les lleis de desamortització dels governs liberals, que volien posar subhasta pública els béns de Sta. Cristina. El poble, a través dels diversos estaments, feu tot tipus d'accions per evitar-ho i, finalment, l'any 1848, el ministre d'Hisenda comunicà que el santuari i la finca adjunta en quedaven eximits.
Trenta anys més tard, els devots de santa Cristina van rebre l'ordre del Bisbe Tomàs de Lorenzana de deixar d'efectuar la processó marítima del dia 24 de juliol, a causa de la seva durada i a la distància que abraçava. El 1778 Lorenzana prohibí les processons que anaven més enllà del nucli de la població. Tanmateix els lloretencs, de forma astuta, van saber esquivar les prohibicions del bisbe, argumentat que el temps durant el qual es va per mar no ha de comptar com a processó, de manera que van continuar realitzant-la igual.

## Tradicions festives
Al santuari de santa Cristina se celebren al llarg de l'any dues festes principals: la dels Perdons i la del 24 de juliol, dia de la Patrona. La primera té lloc sempre en el segon diumenge de Quaresma i tenia, en els seus orígens, un caràcter de penitència per tal de compensar els possibles excessos comesos durant el Carnestoltes. Però en els últims cent anys ha pres més bé un sentit de retrobament entorn la santa, complementat amb una fraternal audició de sardanes. És el dia en què s'anuncien les noves obreres, que són les noies que al llarg de l'any dedicaran les seves particulars atencions a la santa, a la seva imatge, a l'ornamentació de l'ermita, etc.
Però la festa gran és la del 24 de juliol. De bon matí, es fa la passada per tal d'invitar a la participació en els diversos actes i a les vuit surt la processó del temple parroquial en direcció a la platja. Pescadors i mariners porten en les espatlles les imatges de St. Jaume, St. Telm i Sta. Cristina, entorn de les quals s'agrupen els devots i, sobretot, els obrers de cada una de les confraries titulars. Davant la imatge de Sta. Cristina desfilen les obreres. Un cop arribats a la platja, la processó es desfà. Les imatges de St. Telm i St. Jaume es guarden esperant la tornada i només s'embarca la imatge de Sta. Cristina -talla adquirida en el 1970-. L'anada a l'ermita de Sta. Cristina sembla que antigament es feia per terra. Però els pobles pescadors sempre han trobat més fàcil anar per mar i així van decidir-ho algun any en què hi havia plogut molt i les rieres que havien de travessar anaven molt plenes. Tant d'èxit va tenir aquesta iniciativa que s'acabarà imposant com una tradició més. En el 1987 es va recuperar la tradició que les barques que realitzaven la processó per mar fossin de fusta i impulsades per rem. El dia de la festa les barques tradicionals de fusta, els creuers i les embarcacions particular, discorren en perfecte ordre dirigits per la barca capitana, que és la que porta la imatge de Sta. Cristina i la relíquia -un queixal extret del crani conservat en el santuari, que substitueix el fèmur desaparegut durant la revolta de 1936-. El fèmur era la relíquia predilecta dels lloretencs, la qual era anomenada popularment com "Sa Relíquia".
Un dels moments més emotius té lloc quan en passar davant de la platja de Fenals s'endevina, al fons, cap a l'interior, la silueta del santuari de Verge de Gràcia. Llavors, les embarcacions s'aturen i els mariners aixequen els rems en senyal de respecte i de salut a la Verge, i es canta la Salve. Finalitzada aquesta, les tripulacions inicien la regata -denominada s'amorra, amorra- que ha de portar-los a la platja de Sta. Cristina. Hi ha una gran expectació. El primer que enfonsa la proa en la sorra guanya. Antigament al guanyador se l'obsequiava amb un xai com a premi.
En la platja de Sta. Cristina es refà la processó i es puja cap a l'ermita. Llavors té lloc la solemne missa, multitudinària a l'interior del santuari. A la sortida de l'ofici, en la plaça mirador situada darrere de l'ermita, presidida per un pi centenari, té lloc el dinar de fraternitat que substitueix l'antic esmorzar.
Al migdia es procedeix al retorn del poble. Es reprèn la processó des del santuari fins a platja de Sta. Cristina. La gent s'embarca novament i, com en l'anada, una altra vegada les notes de l'orquestra instal·lada en un dels creuers van desgranant la melodia del conegut toquen a córrer. Després, es torna a formar la processó i, de forma semblant a la comitiva del matí, els peregrins que retornen es reintegren a l'església parroquial on el capellà els acomiada afablement.